# 前1630年代
| 千纪： | 前2千纪 |
| 世纪： | 前18世纪 \| 前17世纪 \| 前16世纪                                                                                     |
| 年代： | 前1660年代 \| 前1650年代 \| 前1640年代 \| 前1630年代 \| 前1620年代 \| 前1610年代 \| 前1600年代                       |
| 年份： | 前1639年 \| 前1638年 \| 前1637年 \| 前1636年 \| 前1635年 \| 前1634年 \| 前1633年 \| 前1632年 \| 前1631年 \| 前1630年 |

## 重要事件及趋势
- 前1637年，亚伯拉罕去世，根据犹太圣经后计算
- 前1634年，亚法撒的儿子沙拉，根据希伯来历
- 前1633年5月2日，月食沙罗周期34开始

## 重要人物
- 雅库布赫，古埃及第十五王朝法老
- 哈图西里一世，赫梯国王
- 巴扎伊亚，亚述国王
- 阿米·萨杜卡，巴比伦王
- 扃，夏朝君主